# Marialy Rivas

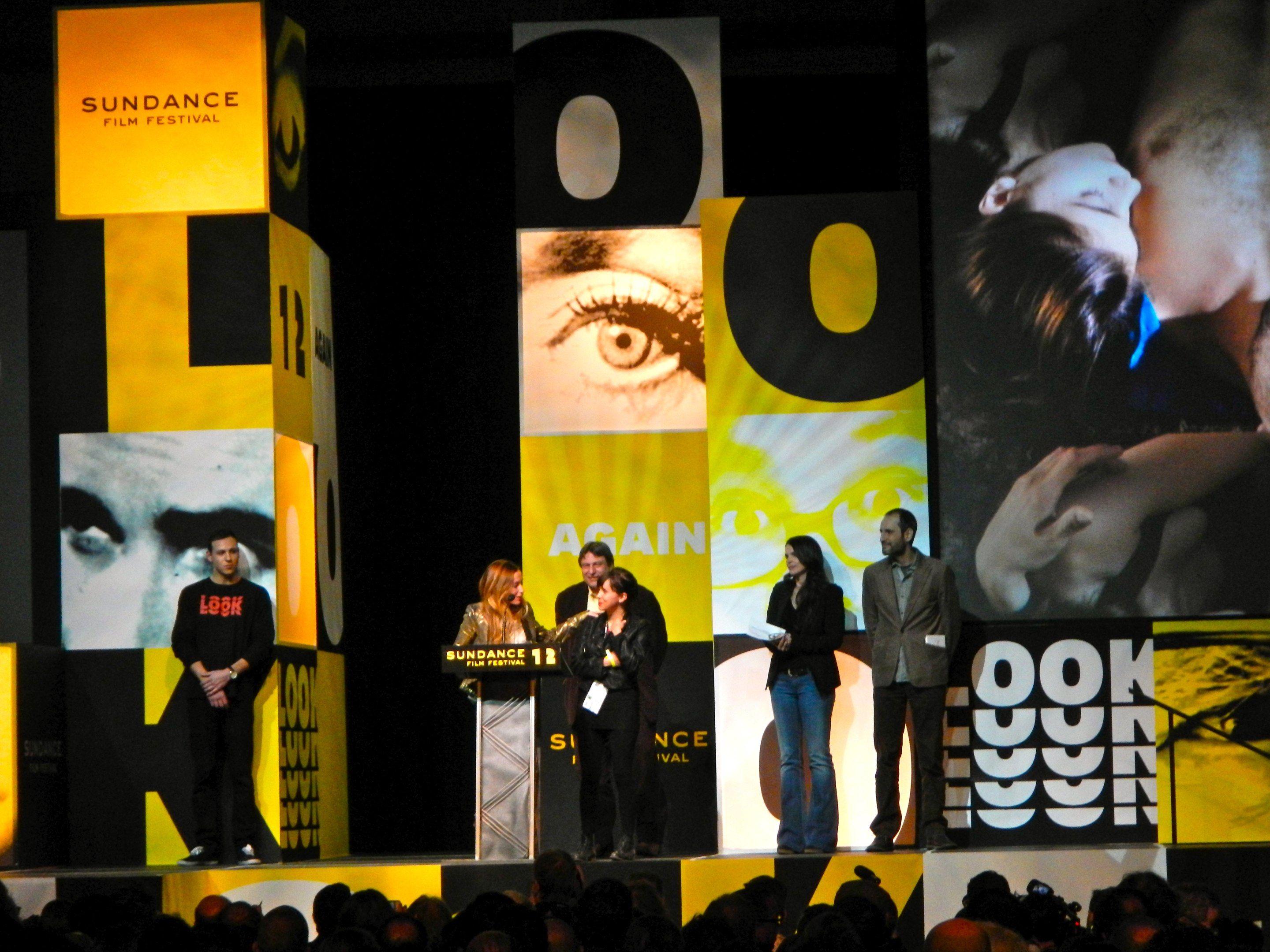
Marialy Rivas i Camila Gutiérrez, rebent el premi World Cinema Screenwriting Award, Drama al Festival de Cinema de Sundance 2012 per Joven y alocada.

Marialy Soledad Rivas Martínez (22 d'abril de 1976) és una directora de cinema i guionista xilena, reconeguda per la seva pel·lícula Joven y alocada, guanyadora del premi «al millor guió de drama» a Sundance 2012.

## Carrera artística
Va ingressar a estudiar a l'Escola de Cinema de Xile, però es va retirar d'aquesta al tercer any. En 1996 va dirigir el curtmetratge Desde siempre, ganador del Festival de Cortometrajes de Santiago, y reseñado por la revista Cahiers du Cinéma. guanyador del Festival de Curtmetratges de Santiago, i ressenyat per la revista Cahiers du Cinéma. Aquesta pel·lícula seria transformada en un llargmetratge al costat de Sebastián Lelio, no obstant això el projecte va quedar estroncat pel fet que Rivas va obtenir una beca d'estudis a Nova York. Finalment amb Lelio va realitzar el curtmetratge Smog, estrenat en 2000.
En 2010 va dirigir Blokes, seleccionat en la Competència oficial del Festival de Cinema de Canes. Posteriorment va quedar seleccionat en més de 50 festivals al voltant del món, guanyat alguns d'ells com la XVII Mostra de Cinema Llatinoamericà de Catalunya, i als festivals de Miami i San Francisco. El seu primer llargmetratge, Joven y alocada, va ser estrenat el 21 de gener de 2012 en el Festival de Cinema de Sundance, on va obtenir el premi «al millor guió de drama» (World Cinema Screenwriting Award, Drama). Al maig del mateix any va obtenir el premi Directors and Screenwriters Lab de Sundance, que li permetrà gravar el seu segon llargmetratge, Princesita.

## Filmografia
- Desde siempre (1996), curtmetratge docu-ficció.
- Blokes (2010), curtmetratge.
- Joven y alocada (2012)
- Princesita (2018)

## Premis y distincions
Festival Internacional de Cinema de Sant Sebastià
- Joven y alocada guanyadora del Premi Sebastiane a la Millor Pel·lícula de temàtica LGTB.[6]

62è Festival Internacional de Cinema de Berlín 2012
- Joven y alocada" nominada al Premi Os de Cristall Generació 14plus a la Millor Pel·lícula en l'apartat de films per a nens i adolescents.[7]

Buenos Aires Festival Internacional de Cinema Independent 2013
- Joven y alocada guanyadora del Premi a la Millor Pel·lícula en la secció "Cine de vanguardia y género".

63è Festival Internacional de Cinema de Canes 2010
- Blokes, nominada al Premi Palma d'Oro al Millor curtmetratge.

Festival de Cinema de Miami 2011
- Blokes, guanyadora del Gran Premi del Jurat en la competència de curtmetratges.

Festival de Cinema del Sud d'Oslo 2018
- Princesita nominada al Premi Noves Veus

Festival de Cinema Raindance 2018
- Princesita guanyadora del Gran Premi del Jurat

Festival Internacional de Cinema de San Francisco 2011
- Blokes, guanyadora del Premi Golden Gate al millor curtmetratge de ficció.

Festival Internacional de Cinema de Sant Sebastià 2017
- Princesita nominada al Premi Nous Directors

Festival de Cinema Sundance 2012
- Marialy Rivas, Camila Gutiérrez, Pedro Peirano i Sebastián Sepúlveda guanyadors per Joven y alocada del Premi Cinema del Món al millor guió dramàtic.
- Joven y alocada nominada al Gran Premi del Jurat Cinema del Món a la millor pel·lícula dramàtica.

Festival de Cinema Sundance 2011
- Blokes, nominada al Premi Internacional de realitzadors de curtmetratges.

Festival de Cinema Llatinoamericà de Tolosa de Llenguadoc 2013
- Joven y alocada guanyadora del Premi del Público a la millor pel·lícula del certamen.[8]

Fire!! Mostra Internacional de Cinema Gai i Lesbià 2013
- Joven y alocada, premi a la millor pel·lícula[9]